# گانگلیوزیدوز
گانگلیوزیدوز (انگلیسی: Gangliosidosis؛ تلفظ: گانگلیوسیدوسیس) یک دسته از «بیماری‌های ذخیرهٔ چربی» هستند که در اثر تجمع گانگلیوزید ایجاد می‌شوند. دو علت ژنتیکی مجزا برای این بیماری‌ها وجود دارد که هر دو، اتوزومال مغلوب بوده و جنس مذکر و مؤنث را به یک نسبت مبتلا می‌کنند.

## انواع
- گانگلیوزیدوز GM1 - جی‌ام۱
- گانگلیوزیدوز GM2 - جی‌ام۲